# Diestrammena latellai
Diestrammena latellai är en insektsart som beskrevs av Rampini, di Russo och Cobolli 2008. Diestrammena latellai ingår i släktet Diestrammena och familjen grottvårtbitare. Inga underarter finns listade i Catalogue of Life.